# Internationale Wiskunde Olympiade

Het logo van de IWO

De Internationale Wiskunde Olympiade (IWO) (Engels: International Mathematical Olympiad of IMO) is een jaarlijkse wiskundewedstrijd voor middelbare scholieren. Het is de oudste internationale wetenschapsolympiade. De eerste IWO werd gehouden in 1959 in Roemenië. Sindsdien is ze elk jaar gehouden, behalve in 1980. Ongeveer 100 landen sturen een team bestaande uit maximaal zes scholieren, één teamleider, één plaatsvervangende teamleider en eventuele waarnemers. Jaarlijks komen ongeveer 600 scholieren bijeen om de zes wiskundeopgaven zo goed mogelijk op te lossen.
Hoewel het begon als een toernooi voor Oostbloklanden, heeft de wedstrijd zich in de loop der jaren ontwikkeld tot het hoogtepunt van de wiskundewedstrijden met deelnemers uit ruim 100 landen. Het is uitgegroeid tot een zeer prestigieus evenement in de wiskundewereld.

## Wedstrijd
De wedstrijd bestaat uit twee wedstrijddagen van elk 4,5 uur, met elk drie opgaven. Voor elk probleem zijn zeven punten te behalen. De maximale score is dus 42 punten. De opgaven gaan over verschillende onderwerpen in de wiskunde. De onderwerpen zijn meetkunde, getaltheorie, algebra en combinatoriek. Ze vereisen geen hogere wiskunde, maar om ze op te lossen is een uitzonderlijke wiskundige vaardigheid nodig.
Elk deelnemend land, behalve het land waar het wordt georganiseerd, mag problemen voorstellen aan een comité. Dit comité selecteert hieruit ongeveer dertig problemen, wat de shortlist wordt genoemd. De teamleiders van elk land arriveren iets eerder op de IWO om zes problemen uit de shortlist te selecteren voor de wedstrijd. Omdat de teamleiders de opgaven van tevoren weten, worden ze gescheiden gehouden van de deelnemers tot de tweede wedstrijddag voorbij is. De teams worden tot dat moment begeleid door de plaatsvervangende teamleider.
De selectie in Nederland vindt plaats door de Nederlandse Wiskunde Olympiade en in Vlaanderen door de Vlaamse Wiskunde Olympiade.

### Deelnemers

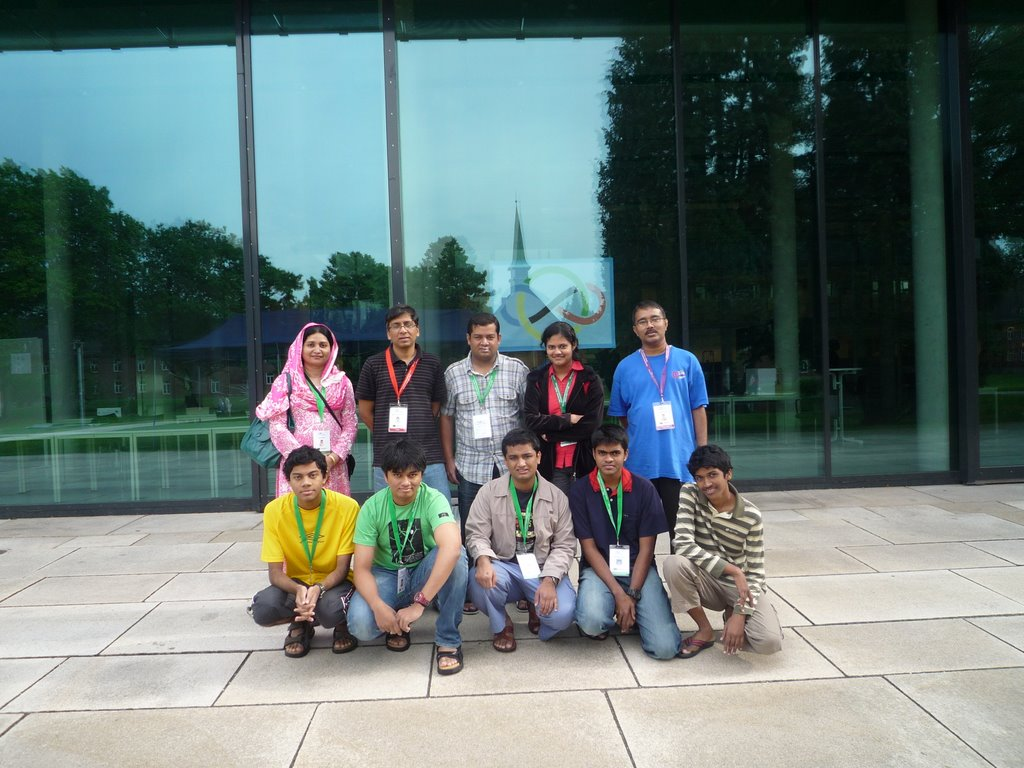
Het team uit Bangladesh van 2009

Een team bestaat uit ten hoogste zes deelnemers.
Deze deelnemers moeten jonger zijn dan twintig jaar, en mogen niet aan een universiteit hebben gestudeerd. Deelnemers mogen wel meerdere keren meedoen.
De nationale Wiskunde Olympiade-organisatie bepaalt welke deelnemers uitgezonden worden. Dat zijn in Nederland en Vlaanderen respectievelijk de Nederlandse Wiskunde Olympiade en de Vlaamse Wiskunde Olympiade.
Het aantal deelnemers hangt veelal af van het te besteden budget van de nationale organisatie. Hoewel de kosten ter plekke door het gastland bekostigd worden, moeten de reiskosten wel door het deelnemende land opgebracht worden.

### Medailles
Scores en medailles worden aan deelnemers individueel gegeven.
- Het aantal medailles dat wordt uitgereikt is ongeveer de helft van het aantal deelnemers. De bedoeling is om dit aantal net iets onder de helft van het aantal deelnemers te hebben, maar soms komt het er iets boven, zoals in 2006 gebeurde.
- De minimale scores die je nodig hebt om een gouden, zilveren of bronzen medaille te halen wordt zo gekozen dat de verhoudingen van het aantal medailles ongeveer 1:2:3 is.
- Deelnemers die geen medaille krijgen, maar een opgave helemaal correct oplossen, en daarvoor dus zeven punten krijgen, krijgen een eervolle vermelding.

Speciale prijzen kunnen worden uitgereikt voor oplossingen met een uitermate grote elegantie of die een generalisatie van het probleem geven. Dit gebeurde de laatste keren in 2005, 1995 en 1988, en vaker in de begin jaren 80.

## Edities
De eerste editie van de wedstrijd werd in 1959 in Roemenië gehouden. In de daaropvolgende jaren vond de IWO plaats in Oost-Europese landen.
In 1976 werd de IWO voor het eerst buiten de Oostblok georganiseerd, in Oostenrijk. In 1980 werd de IWO niet georganiseerd, omdat het gastland Mongolië verwikkeld was in interne onlusten.
In de afgelopen jaren werd de IWO georganiseerd in Bremen (2008), Madrid (2009) en Astana (2010). De Internationale Wiskunde Olympiade 2011 vond tussen 12 en 24 juli plaats in Amsterdam (en Eindhoven). Het was voor het eerst in de geschiedenis dat Nederland gastland was van de wedstrijd. Buenos Aires was in 2012 gastheer van de IWO, gevolgd door  Santa Marta (2013), Kaapstad (2014), Chiang Mai (2015), Hongkong (2016), Rio de Janeiro (2017), Roemenië (2018) en Bath (2019). Komende edities zullen worden gehouden in Sint-Petersburg (2020) en in Washington D.C. (2021).